# Jen-pching
Jen-pching (čínsky pchin-jinem Yánpíng, znaky 延平) je městský obvod v městské prefektuře Nan-pching v provincii Fu-ťien Čínské lidové republiky. Leží v severní části vnitrozemského centra provincie, na řece Min. Žije zde přibližně 455 tisíc obyvatel.

## Historie
Za říše Chan byl v roce 196 zdejší region vydělen z okresu Chou-kuan jako okres Nan-pching (南平县). V ťinském období byl roku 379 přejmenován na Jen-pching. Ve druhé polovině 5. století byl okresu vrácen název Nan-pching. Za Tchangů, roku 620, byl region reorganizován na speciální kraj Jen-pching a roku 674 na kraj Ťien (剑州). V 10. století proběhlo několik dalších administrativních reorganizací a změn, od poloviny 10. století zde existoval okres Ťien-pchu (剑浦县) v němž sídlily úřady kraje Ťien, roku 990 přejmenovaného na kraj Nan-ťien (南剑州).
V říši Jüan byl roku 1279 kraj Nan-ťien povýšen na fiskální oblast Nan-ťien (南剑路). Roku 1302 byl okres Ťien-pchu přejmenován na okres Nan-pching a fiskální oblast Nan-ťien na fiskální oblast Jen-pching. Po vzniku říše Ming byla fiskální oblast reorganizována v prefekturu Jen-pching. Území prefektury (i předešlé fiskální oblasti) zahrnovalo moderní obvod Jen-pching a okresy ležící jižně, jihozápadně a západně od něj, přibližně jihozápadní polovinu moderní městské prefektury San-ming.
Roku 1912 byly prefektura Jen-pching zrušena (v rámci administrativních reforem, ve kterých byly zrušeny prefektury).
Po vzniku ČLR v roce 1949 byla založena zvláštní oblast Nan-pching (南平专区) a okres se stal její součástí. V roce 1956 byla urbanizovaná část okresu Nan-pching vyčleněna jako samostatný městský okres Nan-pching. V roce 1960 byl okres Nan-pching připojen ke stejnojmennému městskému okresu. V roce 1971 byla zvláštní oblast Nan-pching přejmenována na prefekturu Ťien-jang (建阳地区). Roku 1988 byla prefekturní vláda převedena z okresu Ťiang-jang zpět do městského okresu Nan-pching a prefektura přejmenována na Nan-pching (南平地区).
Roku 1994 byla prefektura Nan-pching reorganizována v městskou prefekturu a městský okres Nan-pching nahrazen městským obvodem Jen-pching.